# Hans Friedrich Freyborn
Hans Friedrich Freyborn (* 1. Februar 1913 in Wien; † 4. März 1999 in Salzburg) war ein österreichischer Politiker (VdU).

## Leben
Hans Friedrich Freyborn absolvierte nach dem Besuch der Volksschule von 1926 bis 1932 das Theresianum in Wien und maturierte im Jahr 1932. Danach studierte er bis 1938 Rechtswissenschaften an der Universität Wien. Am 30. Mai 1938 beantragte er die Aufnahme in die NSDAP und wurde rückwirkend zum 1. Mai desselben Jahres aufgenommen (Mitgliedsnummer 6.331.479). Freyborn schrieb für den Völkischen Beobachter.
1939 wurde er Soldat der Wehrmacht und tat bis 1944 Kriegsdienst.
Nach dem Krieg ließ sich Freyborn in Salzburg nieder, wo er zunächst als Konzipient tätig war. Er gehörte Anfang der 1950er Jahre zum inneren Führungskreis der westdeutschen Gauleiter-FDP, die für eine Wiederherstellung der nationalsozialistischen Herrschaft wirkte. Ab 1952 bis zu seiner Pensionierung im Jahre 1990 war er als Rechtsanwalt tätig. 1972 wurde er zum Geschäftsführer der Salzburger Parkgaragengesellschaft gewählt, eine Funktion, die er bis 1979 bekleidete.
Freyborn war jedoch auch politisch tätig und nahm am 1. Dezember 1949 ein Abgeordnetenmandat seiner Partei, des VdU, zum Salzburger Landtag an. Freyborn war fünf Jahre Landtagsabgeordneter; am 10. Dezember 1954 schied er aus dem Landtag aus. Zuletzt war er von 1953 bis 1954 Klubobmann, d. i. Fraktionsvorsitzender, seiner fünf Mandate zählenden Fraktion.
1971 wurde Freyborn mit dem Goldenen Ehrenzeichen des Landes Salzburg ausgezeichnet.

## Notizen
1. ↑  Bundesarchiv R 9361-IX KARTEI/9610550
2. ↑  Susanna Schrafstetter: Siegfried Zoglmann, His Circle of Writers, and the Naumann Affair: A Nazi Propaganda Operation in Postwar Germany, in:  David A. Messenger, Katrin Paehler (Hrsg.): A Nazi past. recasting German identity in postwar Europe. Lexington : Univ. Press of Kentucky, 2015, S. 113–138
3. ↑  Beate Baldow: Episode oder Gefahr? Die Naumann-Affäre. Freie Universität Berlin, Berlin 2013, S. 313, (Berlin, Freie Universität Berlin, Dissertation, 2013; online).

| Personendaten    | Personendaten                                          |
| ---------------- | ------------------------------------------------------ |
| NAME             | Freyborn, Hans Friedrich                               |
| KURZBESCHREIBUNG | österreichischer Politiker (VdU), Landtagsabgeordneter |
| GEBURTSDATUM     | 1. Februar 1913                                        |
| GEBURTSORT       | Wien                                                   |
| STERBEDATUM      | 4. März 1999                                           |
| STERBEORT        | Salzburg, Salzburg                                     |